# دنی سانتویا
دنی مانوئل سانتویا اوترو (به انگلیسی: Danny Manuel Santoya Otero) یک بازیکن فوتبال اهل کلمبیا است. وی سابقه حضور در لیگ برتر کشور مکزیک، لیگ‌های کشور کلمبیا و باشگاه فوتبال صنعت نفت آبادان در لیگ برتر ایران را دارد.